# Hacıköseli, Ahmetli
Hacıköseli là một xã thuộc huyện Ahmetli, tỉnh Manisa, Thổ Nhĩ Kỳ. Dân số thời điểm năm 2011 là 111 người.